# James Horace King
Pour les articles homonymes, voir James King et King.
James Horace King (18 janvier 1873–14 juillet 1955) est un médecin et un homme politique canadien en Colombie-Britannique. Il est député fédéral libéral de la circonscription britanno-colombienne de Kootenay-Est d'une élection partielle en 1922 à 1930.
Il est aussi député provincial libéral de la circonscription de Cranbrook de 1903 à 1909 et de 1916 à 1922.

## Biographie
Né à Chipman au Nouveau-Brunswick, King est le fils de l'homme d'affaires et homme politique George Gerald King qui est député libéral fédéral néo-brunswickoise de Queen's, ainsi que sénateur de 1896 jusqu'à son décès en 1928.
King étudie la médecine à l'université McGill de Montréal et gradue en 1895. Après avoir pratiqué la médecine pendant une brève période au Nouveau-Brunswick, il s'installe et pratique dans la vaste région rurale de Kootenay en Colombie-Britannique en 1898. En 1910, il participe à une conférence internationale médicale à Budapest et joue également un rôle dans l'établissement de l'American College of Surgeons à Chicago pour lequel il siège comme gouverneur à son conseil. En 1932, il est nommé chevalier du très vénérable ordre de Saint-Jean pour ses actions en tant que médecin.

### Politique provinciale
Élu député libéral provincial en 1903, il siège à l'Assemblée législative de la Colombie-Britannique et représente la circonscription de Cranbrook et est réélu en 1907. Il quitte la politique provinciale en 1909 afin de retourner à la pratique de la médecine en 1909.
En tant support de Wilfrid Laurier, il se présente sans succès en tant que candidat libéral lors de l'élection fédérale de 1911. Il retourne en politique provinciale en 1916 et se joint au cabinet des premiers ministres Harlan Brewster et John Oliver au poste de ministre des Travaux publics. Il sert à se poste jusqu'en 1922, moment où un poste lui est offert dans le cabinet fédéral.

### Politique fédérale
En 1922, le premier ministre William Lyon Mackenzie King lui offre le poste de ministre des Travaux publics peu de temps après avoir remporté une élection partielle dans Kootenay-Est.
En 1926, King devient ministre responsable du Rétablissement à la vie civile des anciens combattants, ainsi que minsitre responsable du département de la Santé. En 1928, il est muté au poste de ministre des Pensions et de la Santé nationale.
En juin 1930, sous recommandation du premier ministre Mackenzie King, King est nommé au Sénat du Canada peu de temps avant la défaite du gouvernement libéral lors de l'élection fédérale de 1930.
En 1942, King retrouve un siège au cabinet à titre de représentant du gouvernement au Sénat. À ce titre, il participe à la conférence de San Francisco de 1945 qui met les bases à la création de l'Organisation des Nations unies. En août 1945, il est nommé président du Sénat du Canada et occupe cette fonction jusqu'en 1949. Par la suite, il siège en tant que vice-président du comité conjoint entre le Sénat et la Chambre des communes sur la Sécurité de la vieillesse. 
King meurt en fonction en juillet 1955 à Ottawa à l'âge de 82 ans. Il est ensuite inhumé au cimetière Ocean View de Burnaby en Colombie-Britannique.